# Сан Луис (провинция)
Сан Луѝс (на испански: San Luis) е една от 23-те провинции на Аржентина. Намира се в централната част на страната. Провинция Сан Луис е с население от 495 629 жители (по изчисления за юли 2018 г.) и обща площ от 76 748 км². Столица на провинцията е едноименния град Сан Луис.